# 上野郵便局 (東京都)
上野郵便局（うえのゆうびんきょく）は東京都台東区にある郵便局。民営化前の分類では集配普通郵便局であった。

## 概要
住所：〒110-8799 東京都台東区下谷1-5-12

## 沿革
- 1873年（明治7年）2月 - 五軒町（ごけんちょう）郵便役所として、神田区外神田五軒町に開設[1]。
- 1875年（明治8年）1月1日 - 五軒町郵便分局となる。同年5月2日、貯金預所を設置[1]。
- 1876年（明治9年）2月10日 - 為替取扱所を設置[1]。
- 1883年（明治16年）5月23日 - 五軒町郵便支局となる[1]。
- 1884年（明治17年）6月 - 下谷区上野山下町停車場前へ移転[1]。
- 1885年（明治18年）9月1日 - 下谷（したや）郵便支局に改称[1]。
- 1886年（明治19年）4月26日 - 東京下谷郵便支局に改称[1]。
- 1890年（明治23年）1月16日 - 東京下谷郵便電信支局となる[1]。
- 1903年（明治36年）4月9日 - 通信官署官制の施行に伴い、東京下谷郵便局（二等）となる[1]。
- 1906年（明治39年）1月1日 - 下谷郵便局に改称[1]。
- 1971年（昭和46年）10月18日 - 台東区上野六丁目から同区下谷一丁目に移転[2]（旧局舎跡地は京成百貨店上野店[3]が進出）。
- 1990年（平成2年）11月30日 - 上野郵便局に改称[4]。
- 1992年（平成4年）8月3日 - 外国通貨の両替および旅行小切手の売買に関する業務取扱を開始。
- 2007年（平成19年）10月1日 - 郵政民営化に伴い、併設された郵便事業上野支店に一部業務を移管。
- 2012年（平成24年）10月1日 - 日本郵便株式会社の発足に伴い、郵便事業上野支店を上野郵便局に統合。
- 2017年（平成29年）2月6日 - ゆうゆう窓口の24時間営業を廃止。

## 取扱内容
- 郵便、印紙、ゆうパック、内容証明
- 貯金、為替、振替、振込、国際送金、外貨両替、国債、投資信託
- 生命保険、バイク自賠責保険、自動車保険、がん保険、引受条件緩和型医療保険
- ゆうちょ銀行ATM
- 台東区内の一部地域（〒110-xxxx）の集配業務
- ゆうゆう窓口

## 周辺
- 上野恩賜公園
  - 東京国立博物館
- 寛永寺
- 真源寺（入谷鬼子母神）
- 国道4号

## アクセス
- 東京メトロ日比谷線 入谷駅から徒歩約7分、JR上野駅・鶯谷駅から徒歩約10分
- 都営バス 下谷二丁目停留所もしくは入谷鬼子母神停留所下車
- 首都高上野線 入谷出入口すぐ
- 駐車場あり：2台